# بازگشت از خاکستر
بازگشت از خاکستر (به انگلیسی: Return from the Ashes) یک فیلم سینمایی هیجان‌انگیز بریتانیایی محصول ۱۹۶۵ به کارگردانی جی. لی تامپسون و بازیگران اینگرید تولین، ماکسیمیلیان شل، سامانتا اگار و هربرت لام است. این فیلم براساس رمانی از نویسنده فرانسوی هوبرت مونتیلت ساخته شده‌ که اقتباسی برای فیلم توسط نویسنده نویس پرکار جولیوس جی. اپستاین است. این رمان همچنین به عنوان منبع اصلی فیلم آلمانی ققنوس (فیلم ۲۰۱۴)، به کارگردانی کریستین پتزولد به‌کارگرفته شده است، ولی فیلم دوم باعث تغییرهای مختلفی در داستان اصلی کتاب می‌شود.